# Léopold Levert
Pour les articles homonymes, voir Levert.
Jean-Baptiste Léopold Levert est un peintre et graveur français né à Gognies-Chaussée (Nord) le 11 octobre 1819 et mort à Fontenay-sous-Bois (Val-de-Marne) le 24 juillet 1882.
D'abord peintre de genre, Léopold Levert est un des fondateurs de la Société anonyme des artistes peintres, sculpteurs et graveurs — à laquelle se joignent les peintres du mouvement impressionniste — et expose à leur première exposition en 1874. Ses œuvres répertoriées aux première, deuxième, troisième et cinquième expositions des impressionnistes auxquels il a participé ne sont pas localisées.

## Œuvre
Léopold Levert est d'abord dessinateur de costumes militaires, puis, poussé par son ami Edgar Degas, il s'oriente vers le paysage. Levert, qui est aussi l'ami d'Henri et Eugène Rouart, est invité par Degas à se joindre au groupe des impressionnistes, puis à exposer chez Nadar dès 1874.
Léopold Levert est un des 16 fondateurs de la Société anonyme des artistes peintres, sculpteurs et graveurs dont les noms sont identifiés dont onze exposeront à la première exposition des peintres impressionnistes. Son âge et son style indiquent qu'il est plutôt à l'origine un peintre paysagiste de l'école de Barbizon. 
À la Première exposition des peintres impressionnistes, il présente Les Bords de l'Essonne (no 84), Le Moulin de Touviaux (no 85) et Près d'Auvers (no 86).
En 1876, à la deuxième exposition, il envoie Vue de Portrieux (no 93), Plage de Portrieux (no 94), La Jetée de Portrieux (no 95), Port de Portrieux (no 96), Bords de l'Essonne (no 97), Maison à Vauldray (Limousin) (no 98), La Ferme de Saint Merc (no 99), Vue prise à Buttier (no 100) et Les Chemins à Noiseau (no 101). Il est alors domicilié au 53, rue d'Alayrac à Fontenay-sous-Bois.
Sa participation à la troisième exposition comprend Paysage du Limousin (no 80), Étude à Malsherbes (no 81), Route sur le plateau de Fontenay (no 82), Sabonnière de Fontainebleau (no 83), Étude de forêt (no 84) et Moulin de Touviaux (no 85).
Il ne participe pas à la quatrième exposition de 1879, mais il expose de nouveau à la cinquième de 1880, où il présente encore Les Bords de l'Essonne et La Ferme de Saint Marc (respectivement nos 105 et 106) auxquels s'ajoutent : Chaumières à Carteret (no 107), Plaine à Barbizon (no 108), Une plâtrière à Fontenay (no 109), Plaine de la Brie (nos 110 et 111) et Cadre d'eaux fortes (no 112).
L'une de ses toiles, Un port de mer (21 × 30 cm), dans la collection Degas, fut vendue à l'hôtel Drouot à Paris pour 16 francs lors de la seconde vente de la collection en novembre 1918,.
Le site en anglais The eclectic light company le cite avec d'autres artistes oubliés dont on retrouve peu ou aucune trace peinte.
À sa mort, les œuvres contenues dans son atelier furent vendues à l'hôtel Drouot le 26 février 1883.
Edgar Degas a peint son portrait vers 1874. La toile a appartenu successivement à Henri Rouart à Paris, à Auguste Chéramy à Paris, à Ernest Rouart à Paris, à Nathan B. Spingold (en) et Frances Spingold à New York, à la galerie Wildenstein & Co à New York, et est actuellement conservé à Tokyo au musée d'Art Bridgestone depuis 1982.